# الجاسمي (دير الزور)
الجاسمي قرية سورية تتبع ناحية صور في منطقة مركز دير الزور في محافظة دير الزور. بلغ عدد سكانها 1514 نسمة في عام 2004 حسب إحصاء المكتب المركزي للإحصاء.